# Дринфельд, Гершон Ихелевич
Ге́ршон И́хелевич Дри́нфельд (29 февраля 1908, Староконстантинов, Волынская губерния — 18 августа 2000, США) — украинский советский математик.

## Биография
Родился 16 февраля (по старому стилю) 1908 года в Староконстантинове, в семье заславского мещанина, каменщика Ихеля Иосифовича (Ихиля Иось-Мееровича) Дринфельда (? — 1927, Проскуров) и Иты Пинхасовны Дринфельд. В 1922 году окончил семилетнюю школу в Проскурове, затем работал подмастерьем у сапожника и рабочим на лесопилке там же. В 1927 году поступил в Киевский институт народного образования, где был привлечён к научной работе профессором М. Ф. Кравчуком. После окончания института в 1931 году был оставлен преподавателем и по совместительству старшим научным сотрудником Института математики АН УССР под руководством Г. В. Пфейффера. С 1937 года — заведующий кафедрой высшей математики Киевского технологического института пищевой промышленности.
В 1943—1945 годах заведовал кафедрой высшей математики в Уфимском авиационном институте.
В 1945—1962 годах заведовал кафедрой математического анализа Харьковского государственного университета.
Кандидат физико-математических наук (1935), доктор физико-математических наук (1941).
Одновременно был заместителем директора Харьковского института математики, закрытого в 1950 году. В 1945 году возобновил прерванную войной работу Харьковского математического общества, основал кабинет математической литературы механико-математического факультета Харьковского университета. Преподавал также в Харьковском авиационном институте (заведующий кафедрой математики и системного анализа), Институте механизации сельского хозяйства, Украинском заочном политехническом институте и Харьковском высшем военном командно-инженерном училище ракетных войск имени маршала Советского Союза Н. И. Крылова. В 1952—1953 годах подвергся травле в ходе кампании по борьбе с космополитизмом.
Основные научные труды в области теории интегральных инвариантов дифференциальных уравнений, теории вероятностей и истории математики. Автор нескольких учебников («Вступ до вищої математики», Киев, 1932, и «Теория детермінантів», Киев, 1933, обе с М. Ф. Кравчуком), «Введение в математический анализ» (Харьков, 1971, с И. А. Яковлевым), учебного пособия «Дополнения к общему курсу математического анализа» (1958), книг «Трансцендентность чисел π и ε» (1952), «Квадратура круга и трансцендентность числа π» (1976) и «Интерполирование и способ наименьших квадратов» (1984).

## Семья
- Жена — Фрида Иосифовна Луцкая-Литвак (1921—2011), филолог-классик.
  - Сын — Владимир Гершонович Дринфельд, математик.
- Брат — Вольф Ихелевич Дринфельд (1912—1943)[4], выпускник Института сахарной промышленности, заместитель главного инженера Цыбулевского сахзавода; погиб на фронте[12].

## Публикации
- Г. И. Дринфельд. Трансцендентность чисел π и ε. — Харьков: Издательство Харьковского государственного университета имени А. М. Горького, 1952. — 76 с.
- Г. И. Дринфельд. Математический анализ. — Харьков: Издательство Харьковского государственного университета имени А. М. Горького, 1953. — 64 с.
- Г. И. Дринфельд. Дополнения к общему курсу математического анализа. — Харьков: Издательство Харьковского государственного университета, 1958. — 118 с
- В. Н. Слепушенко, И. А. Яковлев, Г. И. Дринфельд. Аналитическая геометрия (учебное пособие для слушателей ХВКИУ). — 3-е издание. — Харьков: ХВКИУ, 1971. — 251 с.
- Г. И. Дринфельд, И. Я. Рябчикова, Р. Н. Слепушенко. Практикум по приближенным вычислениям. — Харьков: ХВКИУ, 1971. — 99 с.
- Г. И. Дринфельд, И. А. Яковлев. Введение в математический анализ. — Харьков: Харьковское высшее военное училище имени Маршала Советского Союза Н. И. Крылова, 1971. — 43 с.
- Г. И. Дринфельд. Квадратура круга и трансцендентность числа π. — Киев: Вища школа, 1976. — 83 с.
- G. I. Drinfeld. Quadratur des Kreises und Transzendenz von [pi]. Berlin: VEB Deutscher Verlag der Wissenschaften, 1980. — 138 p.
- Г. И. Дринфельд. Интерполирование и способ наименьших квадратов. — Киев: Вища школа, 1984. — 102 с.